# Saison 1994-1995 du Paris Saint-Germain
Maillots
Chronologie
Saison précédente Saison suivante
La saison 1994-1995 du Paris Saint-Germain voit le club de la capitale s'aligner en Division 1 pour la 21e année consécutive. Le Paris SG tentera de conserver son titre obtenu en 1993-1994, et participera également à la Ligue des champions, la Coupe de France et la Coupe de la Ligue.

## Avant-saison

### Transferts
| Mercato d’été                 |                   |             |                |                        |        |
| Nom                           | Poste             | Nationalité | Type           | Provenance/Destination | Source |
| Arrivées                      |                   |             |                |                        |        |
| Luis Fernandez                | Entraîneur        | France      | Transfert      | AS Cannes              | Source |
| Oumar Dieng                   | Défenseur         | Sénégal     | Transfert      | Lille OSC              | Source |
| Jean-Philippe Séchet          | Milieu de terrain | France      | Transfert      | FC Metz                | Source |
| Pascal Nouma                  | Attaquant         | France      | Retour de prêt | SM Caen                | Source |
| Premier contrat professionnel |                   |             |                |                        |        |
| Vincent Fernandez             | Gardien de but    | France      | Signature pro. | Formé au club          | Source |
| Pierre Ducrocq                | Milieu défensif   | France      | Signature pro. | Formé au club          | Source |
| Patrick Mboma                 | Attaquant         | Cameroun    | Signature pro. | Formé au club          | Source |
| Didier Domi                   | Défenseur         | France      | Signature pro. | Formé au club          | Source |
| Départs                       |                   |             |                |                        |        |
| Artur Jorge                   | Entraîneur        | Portugal    | Fin de contrat | Benfica Lisbonne       | Source |
| Jean-Luc Sassus               | Défenseur         | France      | Transfert      | Olympique lyonnais     | Source |
| Pierre Reynaud                | Milieu défensif   | France      | Transfert      | Toulouse FC            | Source |
| François Calderaro            | Attaquant         | France      | Transfert      | Toulouse FC            | Source |
| Laurent Fournier              | Milieu de terrain | France      | Transfert      | Girondins de Bordeaux  | Source |
| Jean-Marie Stéphanopoli       | Défenseur         | France      | Transfert      | Red Star 93            | Source |
| Prêts                         |                   |             |                |                        |        |
| Roméo Calenda                 | Milieu de terrain | France      | Prêt           | LB Châteauroux         | Source |
| Vincent Fernandez             | Gardien de but    | France      | Prêt           | LB Châteauroux         | Source |
| Jean-Claude Fernandes         | Défenseur         | France      | Prêt           | AS Nancy-Lorraine      | Source |

## Liste des matches amicaux d'avant saison 1994-1995
Mardi 12 juillet 1994 au stade municipal de Déols (36) et devant 2000 spectateurs, La Berrichonne Châteauroux affronte le Paris Saint-Germain pour le premier des 4 matches amicaux de présaison de l'équipe parisienne. Le PSG gagne 1-0 but de Bravo à la 6e minute. Les titulaires parisiens sont Bernard Lama au poste de gardien, José Cobos, Oumar Dieng, Alain Roche, Patrick Colleter composent la défense, Paul Le Guen, Jean-Philippe Séchet, Vincent Guérin, Daniel Bravo se partagent le milieu de terrain et George Weah et David Ginola animent l'attaque. Les remplaçants qui rentrent pendant la rencontre sont Francis Llacer à la 46e, Patrick M'Boma et Pascal Nouma à la 57e, Bernard Allou à la 66e, Vincent Fernandez à la 72e, et Christophe Soliveres à un quart d'heure de la fin à la 75e minute.

## Résumé de la saison

### Championnat

#### Classement et statistiques
Source : Classement officiel
Classement de Division 1 1994-1995
| Rang | Équipe                 | Pts | J  | G  | N  | P  | Bp | Bc | Diff |
| ---- | ---------------------- | --- | -- | -- | -- | -- | -- | -- | ---- |
| 1    | FC Nantes              | 79  | 38 | 21 | 16 | 1  | 71 | 34 | +37  |
| 2    | Olympique lyonnais     | 69  | 38 | 19 | 12 | 7  | 56 | 38 | +18  |
| 3    | Paris SG (T) (CF) (CL) | 67  | 38 | 20 | 7  | 11 | 58 | 41 | +17  |
| 4    | AJ Auxerre             | 62  | 38 | 15 | 17 | 6  | 59 | 34 | +25  |
| 5    | RC Lens                | 59  | 38 | 15 | 14 | 9  | 48 | 44 | +4   |
| 6    | AS Monaco              | 57  | 38 | 15 | 12 | 11 | 60 | 39 | +21  |
| 7    | Girondins de Bordeaux  | 57  | 38 | 16 | 9  | 13 | 52 | 47 | +5   |
| 8    | FC Metz                | 56  | 38 | 16 | 8  | 14 | 50 | 44 | +6   |
| 9    | AS Cannes              | 53  | 38 | 15 | 8  | 15 | 56 | 48 | +8   |
| 10   | RC Strasbourg          | 51  | 38 | 13 | 12 | 13 | 43 | 43 | 0    |
| 11   | FC Martigues           | 51  | 38 | 13 | 12 | 13 | 37 | 49 | -12  |
| 12   | Le Havre AC            | 49  | 38 | 12 | 13 | 13 | 46 | 49 | -3   |
| 13   | Stade rennais (P)      | 48  | 38 | 12 | 12 | 14 | 53 | 55 | -2   |
| 14   | Lille OSC              | 48  | 38 | 13 | 9  | 16 | 29 | 44 | -15  |
| 15   | SC Bastia (P)          | 44  | 38 | 11 | 11 | 16 | 44 | 56 | -12  |
| 16   | OGC Nice (P)           | 43  | 38 | 11 | 10 | 17 | 39 | 52 | -13  |
| 17   | Montpellier HSC        | 41  | 38 | 9  | 14 | 15 | 38 | 53 | -15  |
| 18   | AS Saint-Étienne       | 38  | 38 | 9  | 11 | 18 | 45 | 55 | -10  |
| 19   | SM Caen                | 36  | 38 | 10 | 6  | 22 | 38 | 58 | -20  |
| 20   | FC Sochaux-Montbéliard | 23  | 38 | 6  | 5  | 27 | 29 | 68 | -39  |

##### Évolution du classement
| Journée | 1  | 2 | 3  | 4  | 5  | 6  | 7 | 8 | 9 | 10 | 11 | 12 | 13 | 14 | 15 | 16 | 17 | 18 | 19 | 20 | 21 | 22 | 23 | 24 | 25 | 26 | 27 | 28 | 29 | 30 | 31 | 32 | 33 | 34 | 35 | 36 | 37 | 38 | Journées en tête | Nombre de journées relégable |
| ------- | -- | - | -- | -- | -- | -- | - | - | - | -- | -- | -- | -- | -- | -- | -- | -- | -- | -- | -- | -- | -- | -- | -- | -- | -- | -- | -- | -- | -- | -- | -- | -- | -- | -- | -- | -- | -- | ---------------- | ---------------------------- |
| Rang    | 14 | 8 | 12 | 11 | 15 | 11 | 8 | 6 | 9 | 9  | 6  | 3  | 6  | 4  | 2  | 2  | 2  | 2  | 2  | 2  | 2  | 2  | 2  | 2  | 2  | 3  | 2  | 2  | 2  | 3  | 2  | 3  | 2  | 2  | 3  | 3  | 3  | 3  | 0                | 0                            |